# Rezi vár
A Rezi vár a Balaton nyugati partjától északra található Rezi falutól viszonylag messze északkeletre, az erdős Keszthelyi-fennsík északi, a Szántói-medencére néző peremén, a különböző források szerint 418–427 méter magas Meleghegy előreugró, meredek lejtőkkel határolt dolomit szirtfokán épült.

## Története
A levéltári adatok szerint Rezi uradalmát 1282-ben Kun László király a Hernád menti Boldogkőért cserébe adta át a Tomaj nembeli Tiba előkelőnek, tőle pedig fegyveres erővel ragadta el Péc nembeli Apor. Valószínűleg Apor és az ugyancsak Péc nembeli Lukács parancsára emelték Rezi várának korai magját, hogy a földesúr innen uralhassa elorozott új birtokát. A tulajdonos Apor maradt, és mivel ő fiú utód nélkül hunyt el, halála után a rezi várbirtok visszakerült a királyi kamara kezelésébe; 1333-ban már biztosan királyi birtok volt.

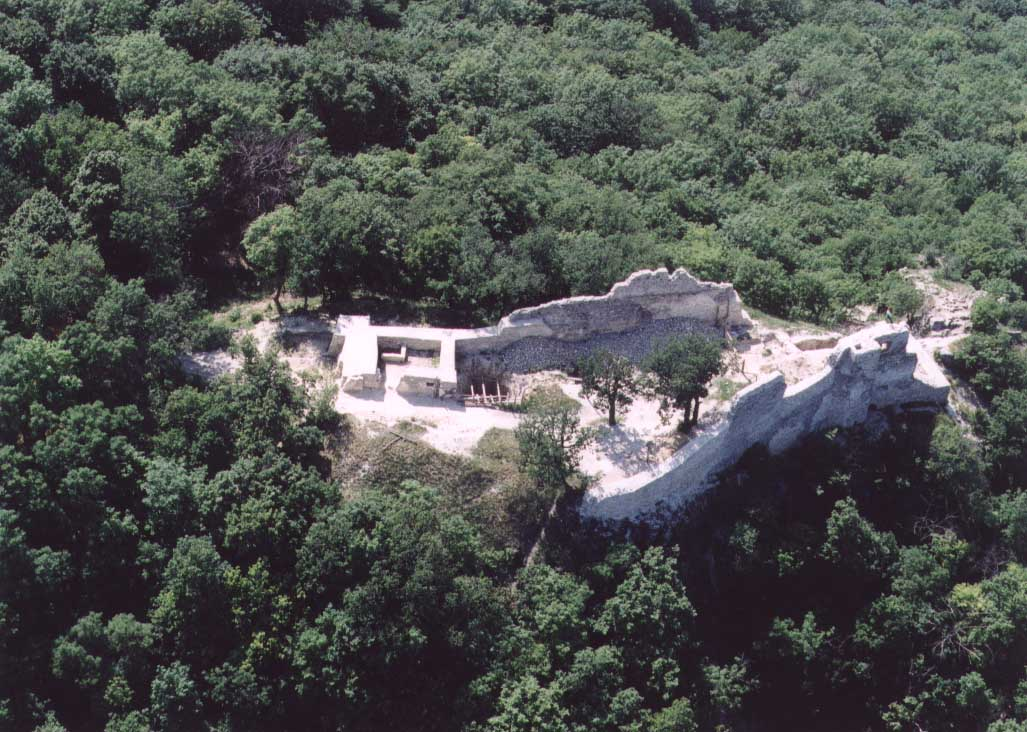
A vár madártávlatból

A 14. század elején a feudális belháború korszakában a Dunántúl rettegett tartományurai, a Kőszegi nemzetség fegyveresei szállták meg, és tőlük csak 1321-ben tudta ostrommal visszaszerezni Köcski Sándor szentmártoni várnagy Károly Róbert seregvezére. Nagy Lajos király a legbensőbb udvari hívei közé tartozó Lackfi fivéreknek adományozta.
Nagy Lajos király halála után a Lackfiak tevékenyen részt vettek a Délvidéken kitört a Horváti–Paliszlani-féle lázadásban. Végleg a nikápolyi vereség után fordultak szembe a királlyal, a vesztes hadjáratból hazatérő király azonban 1397. február 27-én Zsigmond király Lackfi Istvánt kivégeztette, birtokait elkobozta. Ezzel Rezi újra a király tulajdonába került, de csak pár évre. 1401-ben a király Albeni Éberhard zágrábi püspöknek és testvérének, Albeni Rudolfnak adta a várat összes tartozékaival. Még 1415-ben is az ő birtokukban volt a szomszédos Tátikával együtt, a következő évben azonban a püspök halála miatt ismét visszaszállt a királyra. Az örökös pénzzavarral küzdő Zsigmond 1421-ben 10 000 arany forintért elzálogosította a várat és tartozékait Albeni János zágrábi püspök királynői kancellárnak és Medvei Rudolfnak.
1427 júniusában a király a környéken elkövetett hatalmaskodásaikra hivatkozva elvette a várat a Medvei családtól, majd a birtokot gersei Pethő Péternek és gersei Pethő Lászlónak adta. A Medveiek hosszabb vonakodás után csak 1433-ban mondtak le minden, Rezire támasztott jogukról, Rezi pedig a a gersei Pethő család kihalásáig (1729) annak birtokában maradt. Uralmukat a 15. században egyetlen egy esemény zavarta meg: 1440-ben I. Ulászló és  Luxemburgi Erzsébet (Albert király özvegye) belháborújában az Ulászló pártjára állt Pethők várát Erzsébet királyné formálisan elvette és Zágorhidai Györgynek adományozta, de a gyakorlatban a Pethők mindvégig birtokon belül maradtak.
Hunyadi Mátyás király halála után még 1490-ben a trónigényét érvényesíteni akaró Habsburg Miksa német-római császár zsoldosai rövid ostrommal bevették a kicsiny várat, amit csak a következő évben tudott visszafoglalni Kinizsi Pál — ebben a hadjáratban csatázott utoljára a fekete sereg.
1554-ben az ország középső vidékeit megszálló törökök az egész Balaton-felvidéket végigrabolták, és ott minden várat megostromoltak (általában sikerrel). Ezután a Pethők megerősítették falait, de ezzel együtt hadászatilag jelentéktelen magánvár maradt. Gulio Turco itáliai hadmérnök rajza alapján a mély szárazárokkal és kettős tornyú fallal övezett, elnyújtott udvar végén lakótorony emelkedett.
1561-ben a török elfoglalta a közeli hegyesdi várat, ezért a Pethő család saját költségén 12 darabontból álló őrséget toborzott. Február 10-én a várban tartották a családi tanácsot. Ennek megállapodásában két fontosabb szól a várról:
- „Ismégh végeztünk ily módon az Rezy Vár tartásáról, hogy Rezy Várban hat kapu alatt két virrasztót és egy jámbor Porkolábot tartjuk...”
- „...Ennek gondját hadtuk Pethő János Eötsénkre király Pohárnokjára, miérthogy ő csináltatta azt meg...”

Mivel a török elfoglalta birtokaik zömét, a gersei Pethő család család anyagi helyzete 1571-re jelentősebben megrendült, és a közben várrá alakított keszthelyi kolostor, valamint Rezi és Tátika várának fenntartását nem győzték pénzzel. 1586-ban a szentgróti gyűlésen a vármegye elhatározta, hogy követeket küld Zrínyi grófhoz, hogy Tátikát vagy Rezit rombolják le. 1588-ban még biztosan állt a vár. 1589-ben az Oszmán Birodalom katonái egy portya során megszállták és felgyújtották a szomszédos Tátikát, igazolva, hogy a rossz állapotú és rosszul őrzött hegyi várak nem tarthatók fönn. Egy 1592-es oklevél szerint Rezi vára addigra romba dőlt. A romokból egyértelműen látszik, hogy a két kaputorony felrobbantásával tették használhatatlanná. Ettől fogva a romok egyre pusztultak, de még a 20 század első felében is igen jelentős maradványai álltak fenn.
A gersei Pethő család férfiága 1729-ben kihalt, ekkor a magyar kincstár lett a várrom és a terület tulajdonosa, majd 1741-ben Festetics Kristóf vásárolta meg. Innentől egészen 1945-ig a Festetics család tulajdonában volt, majd a második világháború után államosították.
Évszázadokon át omladoztak falai, mígnem a 2000. esztendőben megkezdődött régészeti feltárása és helyreállítása.
A rekonstrukció 2012-ben fejeződött be.

## Látogatása
Szabadon, belépti díj nélkül megtekinthető.

## Régi mondások, csúfolók
- „A zsidiek bepörűték a rezi várt, mer nem engette a napot rájuk sütnyi.”[4]